# Euphorbia calyculata
Euphorbia calyculata är en törelväxtart som beskrevs av Carl Sigismund Kunth. Euphorbia calyculata ingår i släktet törlar, och familjen törelväxter. Inga underarter finns listade i Catalogue of Life.